# Bosnisch smalspoor

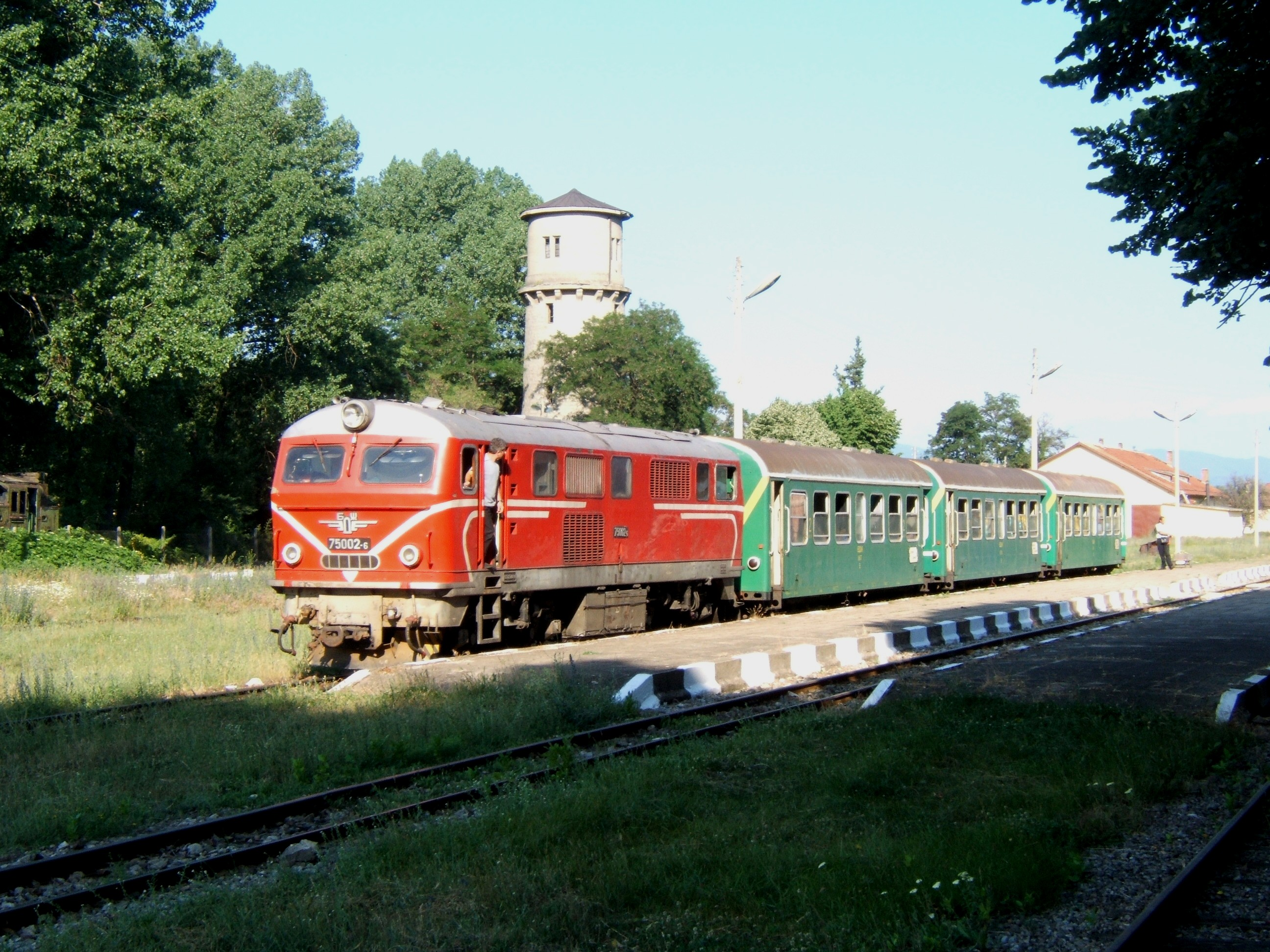
Trein van de Rhodopespoorweg bij het station van Bansko

Bosnisch smalspoor is de benaming voor smalspoorlijnen met een spoorwijdte van 760 mm. Deze benaming komt van de smalspoorlijnen in Bosnië, ooit deel van de Oostenrijk-Hongaarse dubbelmonarchie. De spoorwijdte van 760 mm is veel toegepast in Oostenrijk en Hongarije.
Ook tegenwoordig zijn er in Oostenrijk nog enkele smalspoorlijnen in gebruik die gebruikmaken van deze spoorwijdte, zoals de Murtalbahn, Mariazellerbahn, Pinzgauer Lokalbahn, Steyrtalbahn en Zillertalbahn. In Tsjechië maken de Lokaalspoorwegen van Jindřichův Hradec gebruik van Bosnisch smalspoor.
In Bulgarije is er de Rhodope-spoorlijn met deze spoorwijdte. Een lijn van 125 km van Septemvri tot Dobronishte met een bergpas van 1267 m hoogte.
Lijst van spoorwijdten